# 風ァイト!!!!!!
「風ァイト!!!!!!」（ふァイト）は、2018年10月10日に発売された風男塾の6thアルバム。

## 概要
怜生・真咲・宙が加入後、初のオリジナルアルバム。
新曲には、Q-MHz・Elements Garden・ヒゲドライバーなどが参加。
通常盤のボーナストラックには、『イノセント・ラバー』と『証 -soul mate-』の新録バージョンを収録。

## 収録曲
テイチクレコード公式サイト内の紹介ページによる。

### CD
全種共通
1. 最高シャウト!
作詞・作曲・編曲：Q-MHz
2. T・O・T! 〜Vivid Men〜
作詞：：織田あすか（Elements Garden） / 作曲・編曲：藤田淳平（Elements Garden）
3. Welcome to my familia
作詞：emon（Tes.）・おもち花 / 作曲・編曲：emon（Tes.）
20thシングルのカップリング曲。
4. ピースサインミーティング
作詞：結城アイラ / 作曲：中山英二 / 編曲：成田忍
5. 新たなる幕開けのための幕開けによる狂詩曲〜キミがいればオレたちも笑顔∞(無限大)〜
作詞：織田あすか（Elements Garden） / 作曲：藤田淳平（Elements Garden）・末益涼太（Elements Garden） / 編曲：末益涼太（Elements Garden）
19thシングル。テレビアニメ『雨色ココアシリーズ「あめこん!」』第4期オープニングテーマ 。
6. ユレロ
作詞・作曲・編曲：ヒゲドライバー
7. Caramel Popcorn
作詞：結城アイラ / 作曲：永井正道 / 編曲：成田忍
8. お願いトムテ〜聖なる夜に〜
作詞：はなわ / 作曲・編曲：ミライショウ
9. しあわせとんぼ
作詞：はなわ / 作曲：徐賢眞（ソ・ヒョンジン） / 編曲：成田忍
19thシングルのカップリング曲。
10. 君色々移り
作詞・作曲：まふまふ / 編曲：三矢禅晃
20thシングル。

### ボーナストラック
通常盤のみ
1. イノセント・ラバー（新録ver.）
作詞：織田あすか（Elements Garden） / 作曲・編曲：末益涼太（Elements Garden）
18thシングルのカップリング曲。
2. 証-soul mate-（新録ver.）
作詞：織田あすか（Elements Garden） / 作曲：藤田淳平（Elements Garden）・末益涼太（Elements Garden） / 編曲：末益涼太（Elements Garden）
18thシングル。

## DVD
初回限定盤Aのみ
- 『風ァイト!!!!!!』ジャケット撮影メイキング映像

## フォトブック
初回限定盤Bのみ